# مارکو چیودینلی
مارکو چیودینلی (ایتالیایی: Marco Chiudinelli؛ زادهٔ ۱۰ سپتامبر ۱۹۸۱) یک تنیس‌باز اهل سوئیس است.